# Carole Basri
Carole Basri es una cineasta y abogada estadounidense de ascendencia judía iraquí.  La mayoría de sus producciones se enfocan en la Historia de los Judíos en Irak ya que documenta sus raíces ancestrales y habla de las tradiciones judías en Irak.

## Obras
- The Last Jews Of Bagdad; End Of An Exile Beginning Of A Journey
- Searching for Baghdad: A Daughter’s Journey